# Claude Thomas Stanfield Moore
Claude Thomas Stanfield Moore (Nottingham, 1853 – 1901) è stato un pittore britannico di paesaggi, noto per le sue marine e per le vedute del parlamento.

## Biografia
Tom Stanfield Claude Moore nacque da Thomas Cooper Moore (1827-1901) che era un pittore che aveva avuto una formazione architettonica. Suo padre fu uno dei suoi insegnanti. Lavorò alla Derby Art Gallery, Rother Art Gallery e Nottingham Castle Gallery.. Moore morì a Nottingham nello stesso anno di suo padre, il 1901.